# تویوتا پابلیکا
تویوتا پابلیکا (Toyota Publica) از سرس خودروهای شرکت تویوتا است که در سال‌های ۱۹۶۱ تا ۱۹۷۸تولید شده‌است. طراحی آن خودروهای موتور جلو-محور عقب بوده است.

## نگارخانه

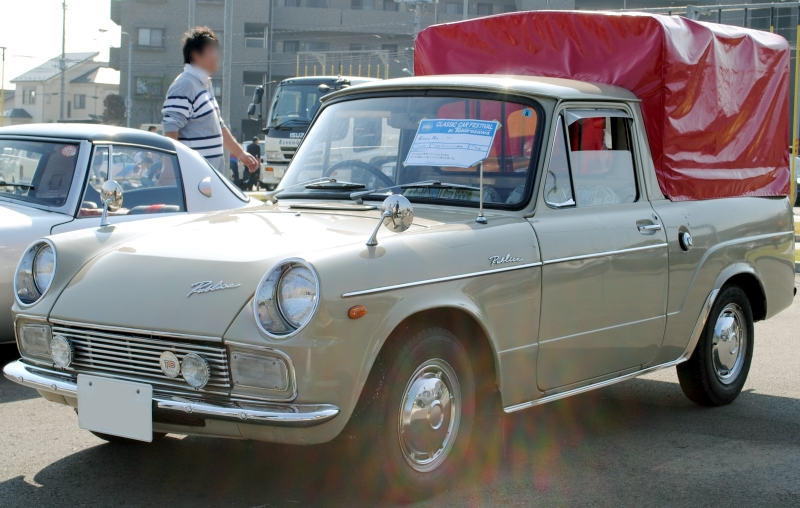
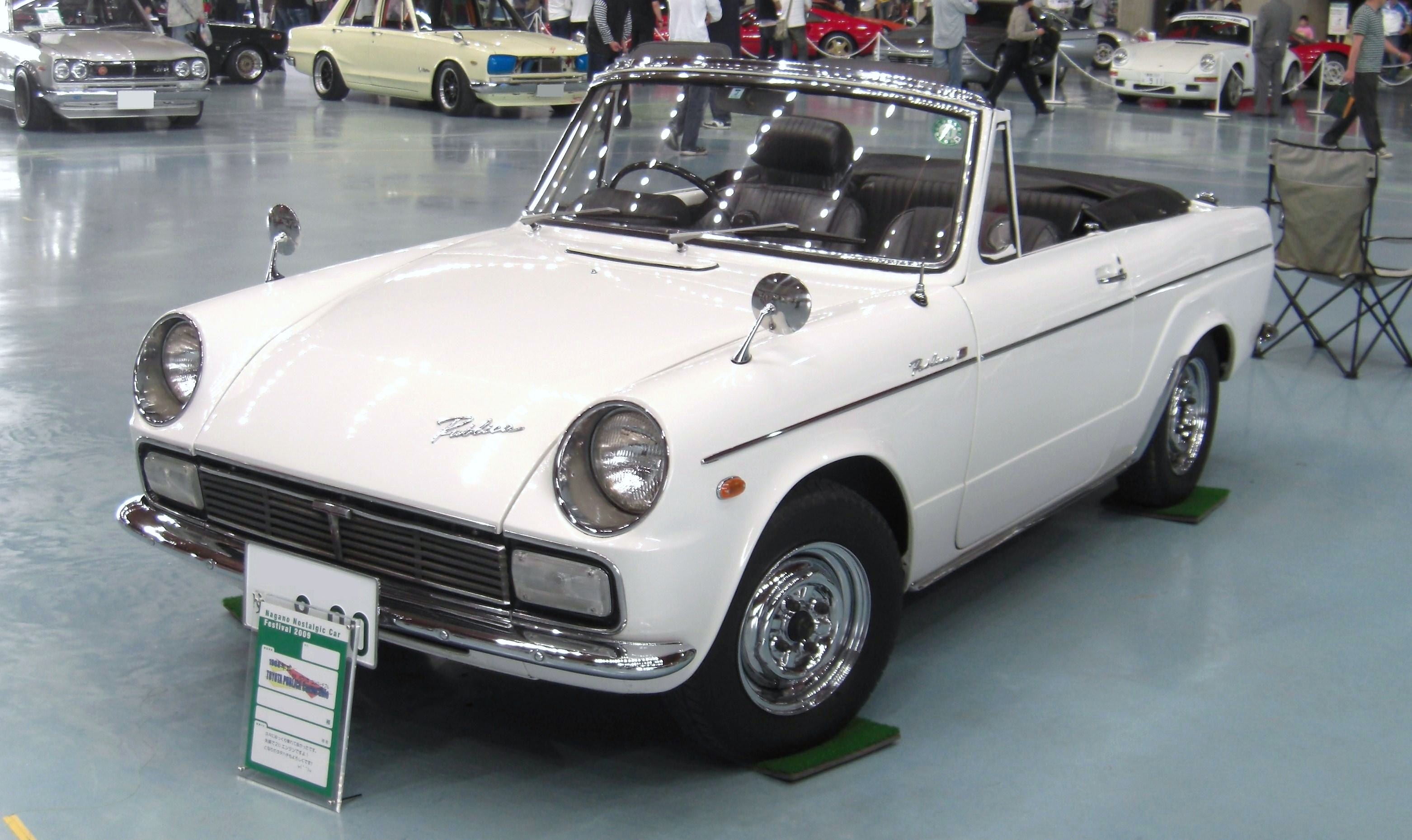
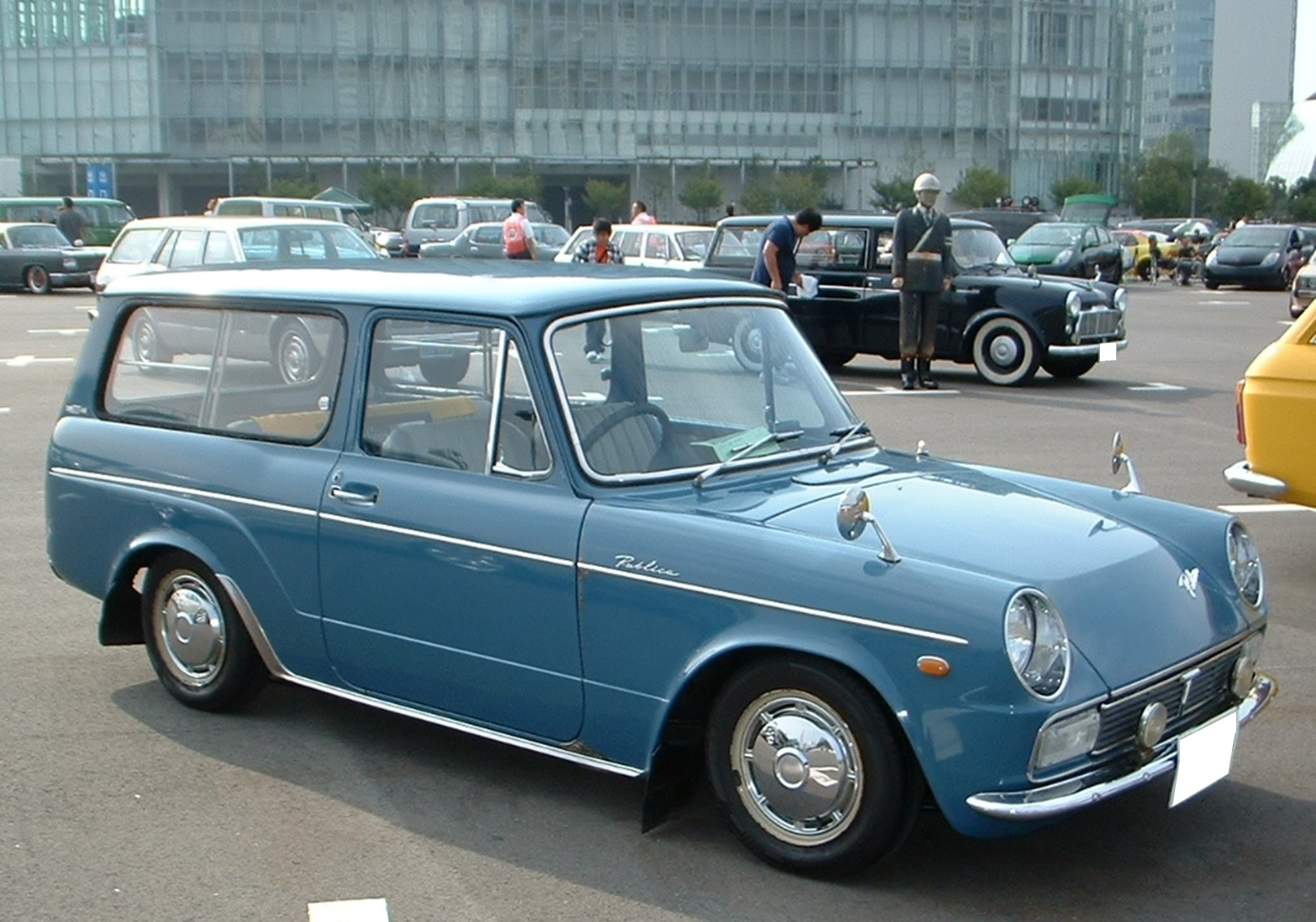
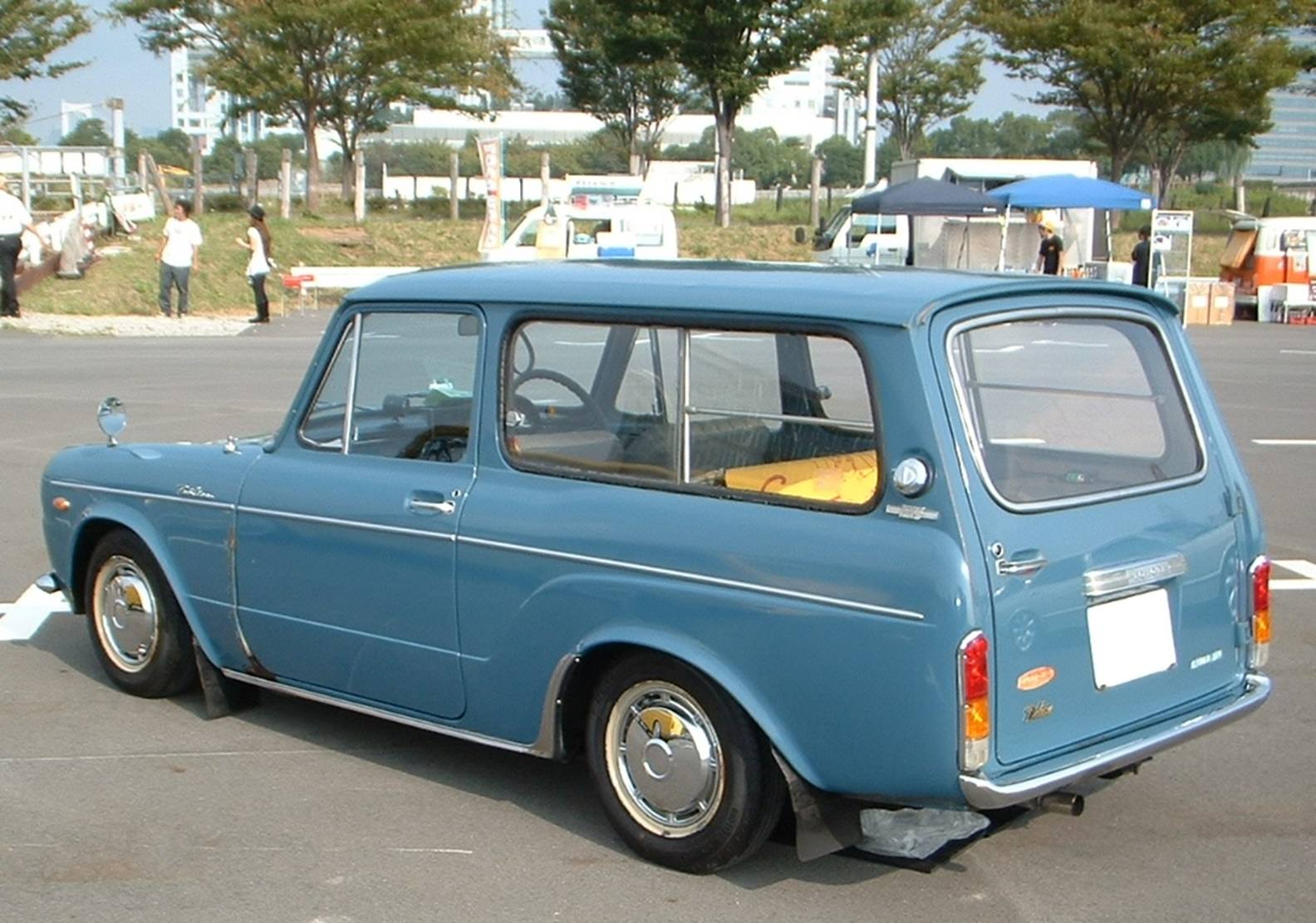